# Шайба (хокей)

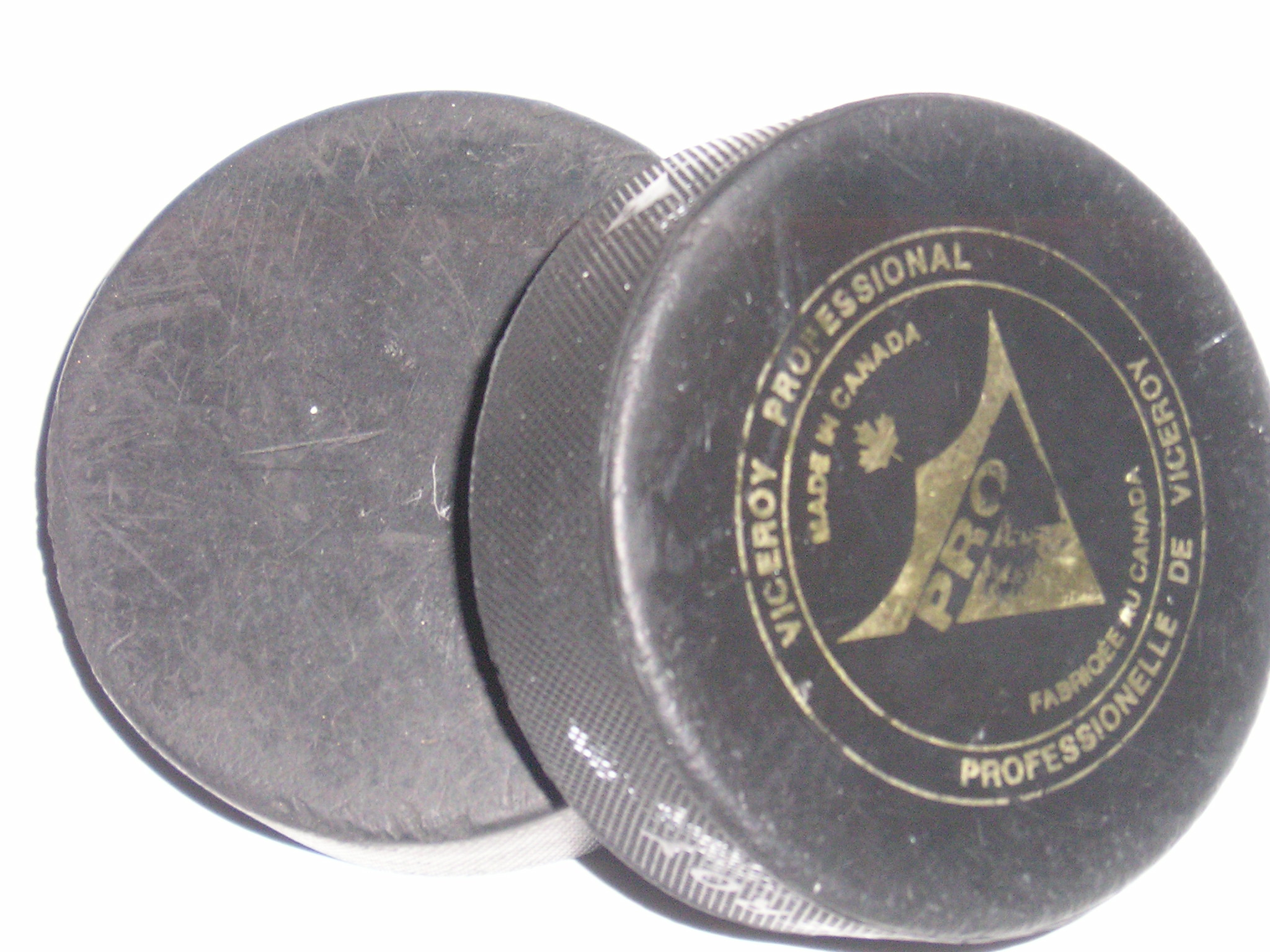
Дві шайби

Хоке́йна ша́йба — круглий гумовий диск із діаметром 3 дюйми й товщиною 1 дюйм, що використовується у хокеї з шайбою.
При вазі 160—170 г хокейна шайба розвиває швидкість до 160 км/год. Удар таким снарядом може призвести до важких травм, тому всі хокейні гравці, особливо воротарі, й судді обов'язково повинні носити захисне спорядження. Для захисту глядачів трибуни хокейних полів відгороджені від поля високими сітками або стінками з прозорого пластику. Навмисне викидання шайби за борт на трибуни карається штрафними хвилинами.